# Dworzec międzynarodowy w Canfranc
Dworzec międzynarodowy w Canfranc – dworzec kolejowy w miejscowości Canfranc w hiszpańskich Pirenejach.
Dworzec znajduje się na końcu tunelu, którym kursowała linia kolejowa Pau – Canfranc izostał otwarty w 1928 roku. Budynek główny liczy 240 metrów długości, posiada 300 okien i 156 drzwi. Ze względu na wygląd, dworzec był uznawany za największą efektowną stację kolejową na świecie i był nazywany lśniącym klejnotem secesji oraz górskim Titanikiem. W jego wnętrzu znajdował się m.in. ekskluzywny hotel.
8 lat po jego otwarciu, z powodu wybuchu hiszpańskiej wojny domowej, stację zamknięto wraz linią, który przecinała granicę francusko-hiszpańską. Po wojnie otwarto linię ponownie, ale 27 marca 1970 r. parowóz wypadł z szyn i zniszczył francuski most kolejowy L’Estanguet koło Accous. Francuzi postanowili nie odbudowywać mostu po oszacowaniu kosztów jego naprawy, w związku z czym dworzec został zamknięty.
Główny budynek był długo w złym stanie i został zamknięty dla osób z zewnątrz, jedynie w lipcu i sierpniu organizowane jest zwiedzanie za pośrednictwem lokalnego biura turystycznego.
14 stycznia 2013 hiszpański rząd sprzedał stację rządowi Aragonii za 310 tys. euro. W ramach prac rewitalizacyjnych odbudowana została infrastruktura wokół dworca Canfranc, m.in. zbudowano nową stację dla pociągów regionalnych obsługiwanych przez linię kolejową, którą odbudowano dzięki porozumieniu Aragonii, Akwitanii, Hiszpanii, Francji oraz Unii Europejskiej, a także zaaranżowano plac publiczny. Na styczeń 2023 r. zaplanowano oddanie do użytku budynku po generalnym remoncie, w efekcie którego część budynku stanie się przestrzenią ogólnodostępną, a druga część hotelem.